# 감산기
전자공학에서 감산기(減算器)는 가산기(加算器)처럼 동일한 접근을 이용하여 설계할 수 있다.
이진 빼기 과정은 아래와 같이 요약된다. 일반적으로 다시 말하면 3개의 비트는 다음과 같은 각 비트를 포함한다: 피감수 ({\displaystyle X_{i}}), 감수 ({\displaystyle Y_{i}}), 이전 비트로부터 (낮은) 위치로 빌림수 ({\displaystyle B_{i}}). 출력은 차이수 ({\displaystyle D_{i}})과 빌림수 {\displaystyle B_{i+1}}이다.
{\displaystyle D_{i}=X_{i}\oplus Y_{i}\oplus B_{i}}
{\displaystyle B_{i}(1,2,3,7)}

감산기에는 두가지 종류가 있는데 전감산기와 반감산기가 있다.

## 같이 보기
- 가산기
- 논리 회로
- 논리 연산（불 대수）
- 디지털 회로